# Brec Bassinger
Brec Marie Bassinger (Saginaw, Texas, 1999. május 25. –) amerikai színésznő. 
Ismertebb televíziós szerepei közé tartozik Bella Dawson a Nickelodeon Bella és a Bulldogok című sorozatában. 2020–2022 között a Stargirl címszereplője volt.

## Élete és pályafutása
Brec Marie Bassinger néven született a Texas állambeli Saginawban. 
Karrierje során több híres Nickelodeon-sorozatban játszott már: A Hathaway kísértetlak, Bella és a Bulldogok és Rocksuli.

## Filmográfia

### Film
| Év   | Magyar cím                | Eredeti cím                   | Szerep         | Magyar hang        |
| ---- | ------------------------- | ----------------------------- | -------------- | ------------------ |
| 2018 |                           | Status Update                 | Maxi Moore     |                    |
| 2018 |                           | Killer Under the Bed          | Kilee          |                    |
| 2019 | 47 méter mélyen 2.        | 47 Meters Down: Uncaged       | Catherine      | Laudon Andrea      |
| 2023 |                           | The Man in the White Van      | Margaret       |                    |
| 2024 |                           | Grizzly Night                 | Julie Helgeson |                    |
| 2025 | Végső állomás: Vérvonalak | Final Destination: Bloodlines | Iris Campbell  | Mikita Dorka Júlia |

### Televízió
| Év        | Magyar cím                       | Eredeti cím                         | Szerep                       | Megjegyzések                                                   |
| --------- | -------------------------------- | ----------------------------------- | ---------------------------- | -------------------------------------------------------------- |
| 2013–2014 | A Hathaway kísértetlak           | The Haunted Hathaways               | Emma                         | 10 epizód                                                      |
| 2013–2016 | A Goldberg család                | The Goldbergs                       | Zoe Macintosh                | - 2 epizód - magyar hangja: - Hermann Lilla                    |
| 2015      | Kamu vámpír                      | Liar, Liar, Vampire                 | Vi                           | - tévéfilm - magyar hangja: - Koller Virág                     |
| 2015      | Nickelodeon – Karácsonyi kelepce | Nickelodeon's Ho Ho Holiday Special | Brec                         | - tévéfilm - magyar hangja: - Koller Virág                     |
| 2015–2016 | Bella és a Bulldogok             | Bella and the Bulldogs              | Bella Dawson                 | főszereplő (40 epizód)                                         |
| 2016–2018 | Rocksuli                         | School of Rock                      | Kale                         | 12 epizód                                                      |
| 2017      | Vészhelyzet: Los Angeles         | Code Black                          | Emma                         | 1 epizód                                                       |
| 2018      |                                  | All Night                           | Roni                         | főszereplő (10 epizód)                                         |
| 2019      |                                  | Chicken Girls                       | Babs                         | 6 epizód                                                       |
| 2019–2023 | A Lármás család                  | The Loud House                      | Margo Roberts (hangja)       | 6 epizód                                                       |
| 2020–2022 | Stargirl                         | Stargirl                            | Courtney Whitmore / Stargirl | - főszereplő (39 epizód) - magyar hangja: - Mikita Dorka Júlia |
| 2023      | Titánok                          | Titans                              | Courtney Whitmore / Stargirl | 1 epizód                                                       |
| 2023      |                                  | V.C. Andrews' Dawn                  | Dawn Longchamp               | minisorozat (4 epizód)                                         |
| 2023      | Harmatcsepp naplók               | Dew Drop Diaries                    | Willow Jasmine (hangja)      | 3 epizód                                                       |

## Fordítás
- Ez a szócikk részben vagy egészben  a   Brec Bassinger című angol Wikipédia-szócikk ezen változatának fordításán alapul.  Az eredeti cikk szerkesztőit annak laptörténete sorolja fel. Ez a jelzés csupán a megfogalmazás eredetét és a szerzői jogokat jelzi, nem szolgál a cikkben szereplő információk forrásmegjelöléseként.